# 千葉大輔 (ロックミュージシャン)
千葉 大輔（ちば だいすけ、1965年10月4日）日本のロックミュージシャン。バッキンガム宮殿のボーカリスト、ギタリストとして知られる。東京都渋谷区出身。血液型はO型。

## 来歴・人物
バッキンガム宮殿
- 1988年　バッキンガム宮殿結成。関東、関西等でライブ活動を行う。
- 1990年　TBSイカすバンド天国に出演。ベストプレイヤー賞およびファン投票１位獲得する。
- メンバー

一期：千葉大輔(Vo&G) 南竜介(G) 佐戸川篤(Dr) 野崎俊治(B)
二期：千葉大輔(Vo&G) 南竜介(G) 佐戸川篤(Dr) 坂本清二(B)
三期：千葉大輔(Vo&G) 南竜介(G) エリックゼイ(Dr) 鮎貝義家(B)
四期：千葉大輔(Vo&G) 南竜介(G) エリックゼイ(Dr) 山岸隆(B)
ソロ〜現在
- 1992年　～バンド解散後、ソロミュージシャンとして活動する傍ら、他アーティスト、歌手に楽曲提供を行う。
- 1999年　ユニットDALI結成。Vo:LISA（m-flo）、G&Vo:Daisuke
- 2005年　自身のレーベルGABIGABI Records発足。
- 2007年   ガレージフォークバンド、渋谷生音弾結成。Vo&G:千葉大輔、Vo&G:玉木洋平、Vo&G:落合謙司アルバムと書籍のセットを発表。[1]
- 2009年　BQバッキンガム宮殿を再結成。アルバム「ダイイングブリード」を発表する。
- 2011年　ジャックスカードのTVCM「あなたの夢の応援歌」に出演。テレビ東京「史上最高の恋歌」(2011年12月31日放送)に出演。
- 2012年　コンピアルバム「あなたの夢の応援歌」（ポニーキャニオン）にBQバッキンガム宮殿で参加。『俺の唄2012』
- 2013年　ケーブルテレビiTSCOMにて「今夜もガビガビ」放送開始。（企画、プロデュース、出演）
- 2015年　GABIGABIレーベル発足。moraにてガビ系アーティストの音源配信をスタート。
- 2017年　BQバッキンガム宮殿渡米。ニューヨークで初ライブ行う。
- 2017年　映画『そろそろ音楽をやめようと思う』プロデュース、出演。
- 2018年　ロシア、モスクワでワンマンコンサート及びJ-Festにて映画上映。GABIGABI Movies発足。
- 2019年　Vaiwattのギタリストとしてイタリア～ロシアツアー。
- 2020年　ロシアのオルタナバンドU-meとコラボレーション。『Universe Me』を発表。
- 2023年　DALI再結成。アルバム『DALI』をリリース。https://natalie.mu/music/news/553688
- 2024年　高円宮牌ホッケー日本リーグ公式応援歌『Who I Am/戦い終えた勇者たちよ』を作曲。

［現在活動中のバンド］
- BQバッキンガム宮殿
メンバー: 千葉大輔(Vo&G) 佐々木亮一(Dr) 香川英治(B)
- DALI     メンバー：Elizabeth (Vo), Daisuke Chiba (G&Vo)

## ディスコグラフィー
アルバム
～アルバム～
- DALI/Chapter 1(1999)
- 千葉大輔/メッセージ（2003）
- 渋谷生音弾/渋谷生音弾登場(2007)
- 渋谷生音弾/夕暮れロッカー(2008)
- 千葉大輔/ネスカフェ(2008)
- BQバッキンガム宮殿/ダイイングブリード（2010）
- 千葉大輔/昭和VOX(2018)
- 千葉大輔/タイムVOX(2020)
- DALI/DALI(2023)

～シングル～
- 千葉大輔/黒い瞳(1996)
- バニラエッセンス/バニラエッセンス(1998)
- 千葉大輔/冬のタイフーン(1998)
- Ging gang gooli gooli/Ting A Ling
- 千葉大輔/HEAVEN(1998)

～コンピレーション～
- イカ天～完奏総集編～CD,VHS(1991)
- パブロケット1(2003)
- パブロケット2(2005)
- あなたの夢の応援歌(2012)

楽曲提供作品
- 梓みちよ/酔いどれ天使（作詞）　愛の落書き（作詞）　砂のゴンドラ（作詞）　紫のバラ（作詞）
- LISA（m-flo）/Kobune（作詞共作）
- 五代高之/心配するなよ（作詞　作曲）
- ミスプリント（横山智佐、飯塚雅弓、米沢もも、五十嵐奈美、下成佐登子）/Here's Peace（作詞　作曲）Missind Person（作詞　作曲）　Cat'n RAP（作詞）
- 渋谷生音弾/COOL（作詞　作曲は石間秀機～フラワートラベリングバンド）

出演映画作品
- 月とキャベツ（1996）監督篠原哲雄　主演山崎まさよし

- My God(2009)  監督:Umanosuke    主演: 千葉大輔
- [2]そろそろ音楽をやめようと思う(2018){{監督小野親一　主演ダイナマイト☆ナオキ

出演テレビ番組
- 今夜もガビガビ(iTSCOM)
- あなたの夢の応援歌(テレビ東京)

出演ラジオ番組
- INDIES SAMURAI/MC(インターFM)
- ビタミンG/MC(TBSラジオ)

出演CM
- ジャックスカード

書籍
- 団塊嫌い 俺達は団塊じゃない―昭和サブカルチャー★プロレスからロックまで(岩本真侍 著 /書肆フロンティア)

- 東京ブルーズ&ロック地図 (散歩の達人POCKET)

## エピソード
2010年に映画化された漫画BECKの劇中に登場する主要キャラクター、千葉恒美の実在モデルとしても知られる。